# Marcel Grossmann
Marcel Grossmann, nemški švicarski matematik, * 9. april 1878, Budimpešta, Madžarska, † 7. september 1936, Zürich, Švica. 
Grossmann je študiral skupaj z Albertom Einsteinom. Einstein je o tem zapisal:
»V teh študijskih letih sem navezal trdno prijateljstvo z enim svojih kolegov, Marcelom Grossmannom. Enkrat na teden sva z velikim pompom hodila v kavarno Metropol na nabrežju Limat /.../. Zanj je zelo značilna tale pripomba, ki jo je nekoč izrekel: ,Med študijem fizike sem se naučil nečesa zares bistvenega. Prej me je, kadar sem sedel na stol in začutil toploto tistega, ki je tam sedel pred mano, spreletelo od gnusa. To me je popolnoma minilo, ker me je fizika naučila, da je toplota nekaj povsem brezosebnega.'«
Grossmann je doktoriral leta 1912. Od leta 1907 je predaval opisno geometrijo na Švicarski državni tehniški visoki šoli (ETH Zürich). V letih 1909 do 1913 je z Einsteinom iskal enačbe gravitacijskega polja. Einsteinu je poudaril pomembnost Riemannove geometrije in absolutnega diferencialnega računa, kar je bil pomemben korak pri razvoju Einsteinove splošne teorije relativnosti.
Grossmann je zbolel za multiplo sklerozo. Zaradi bolezni je bil več let pred smrtjo ohromljen, kar je zelo potrlo Einsteina.
Vsako leto v čast Grossmannovih doprinosov k fiziki organizirajo »Srečanja Marcela Grossmanna«.